# Kościół Najświętszego Serca Pana Jezusa w Radymnie
Kościół Najświętszego Serca Pana Jezusa w Radymnie – kościół katolicki w archidiecezji przemyskiej, budowany od 2007 do 2012 roku. Od 22 sierpnia 2015 jest kościołem parafialnym Parafii Najświętszego Serca Pana Jezusa w Radymnie wcześniej kościół należał do Parafii św. Wawrzyńca w Radymnie. Należy do dekanatu Radymno I. Świątynia mieści się na ulicy Stefana Kardynała Wyszyńskiego.
Kalendarium budowy nowej świątyni w Radymnie:
- 14 lipca 2007 – poświęcenie placu pod budowę nowego kościoła.
- 16 lipca 2007 – rozpoczęcie budowy nowej Świątyni.
- 25 maja 2008 – poświęcenie kamienia węgielnego.
- 15 czerwca 2012 – poświęcenie kościoła oraz nadanie przywileju odpustu.

Wszystkich tych ceremonii dokonał Metropolita Przemyski Ksiądz Arcybiskup Józef Michalik. Nadzór nad budową kościoła prowadził ks. Czesław Jaworski proboszcz parafii Radymno. Kierownikiem budowy był Michał Folis.
Pod kościołem znajduje się kaplica przedpogrzebowa, a obok kościoła powstało Rejonowe Centrum Formacji i Przeciwdziałania Uzależnieniom im. Sługi Bożego Kardynała Stefana Wyszyńskiego, w którym została poświęcona kaplica w dniu 25 grudnia 2008. Poświęcenie Środowiskowego Centrum Socjoterapeutycznego odbyło się 25 grudnia 2010. Od 9 czerwca 2012 roku wewnątrz kościoła odprawiane są msze święte. 
3 kwietnia 2016 Metropolita Przemyski Ksiądz Arcybiskup Józef Michalik dokonał konsekracji kościoła.
Obraz Najświętszego Serca Pana Jezusa w głównym ołtarzu oraz wizerunek świętego Józefa w bocznym ołtarzu namalował artysta Olek Czyżowski. W drugi bocznym ołtarzu znajduje się kopia Obrazu Matki Boskiej Częstochowskiej wykonana przez artystów państwa Wajdów. Kopia Obrazu Jasnogórskiego została poświęcona podczas parafialnej pielgrzymki na Jasną Górę. Tabernakulum ufundowała rodzina Krystyny i Antoniego Przytułów.
8 maja 2016 w kościele metropolita przemyski Ks. Abp Adama Szala dokonał święceń diakonatu.
W kościele znajdują się relikwie Jana Pawła II i św. Faustyny